# Bundestagsbeschlüsse 1848

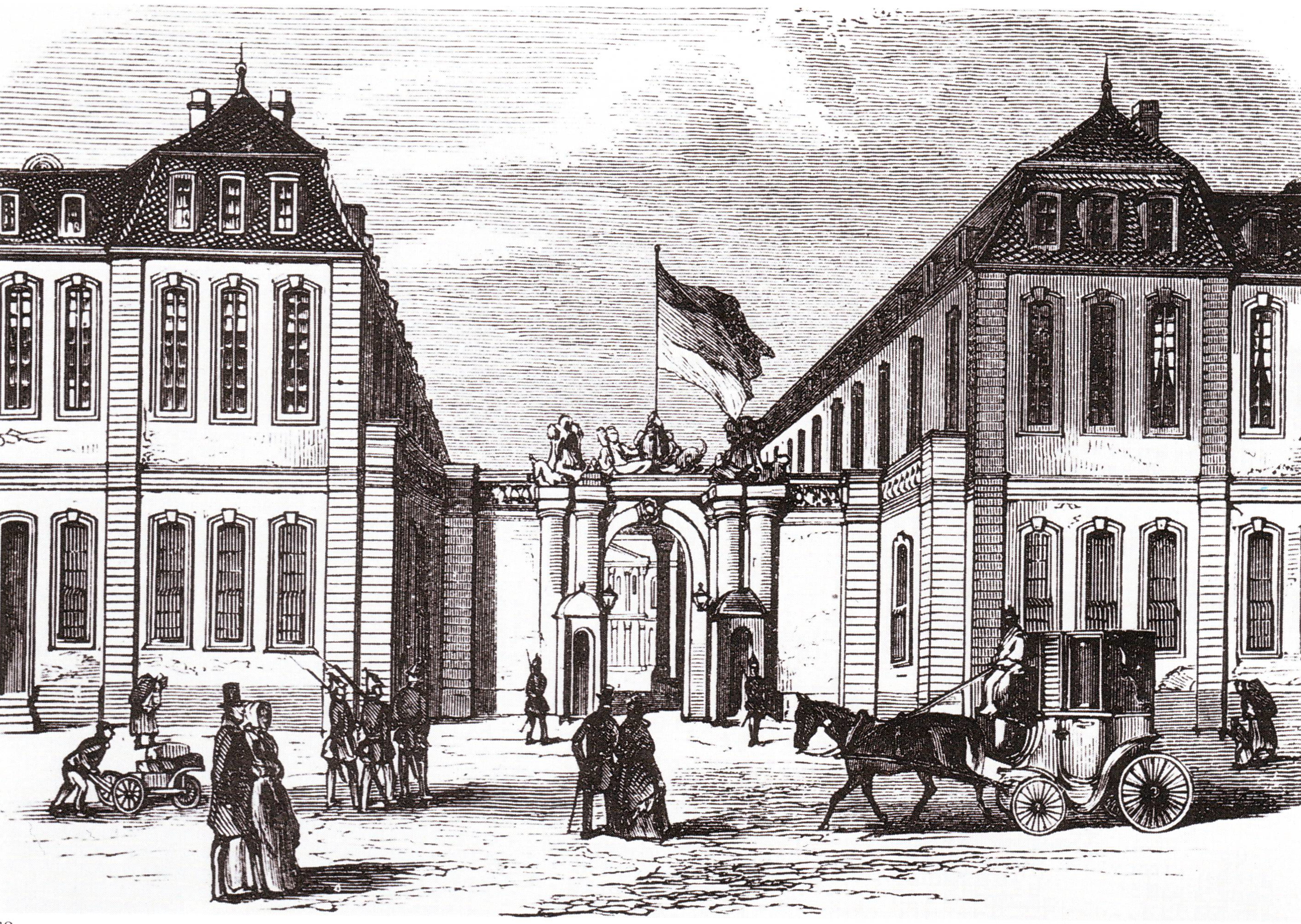
Das Bundespalais in Frankfurt, in dem der Bundestag zusammenkam

Anfang des Jahres 1848 wurden mehrere Bundestagsbeschlüsse gefasst. Sie sollten die revolutionäre Unruhe im Deutschen Bund abfangen und kanalisieren. Dies gelang dem Bundestag teilweise. In dieser Zeit, von Ende Februar bis Anfang Mai, wurden Ausschüsse des Bundestages gebildet sowie Ausschüsse aus der revolutionären Bewegung heraus, mit denen der Bundestag zusammenarbeitete. Außerdem änderte sich die Zusammensetzung des Bundestages, da in den deutschen Staaten neue Regierungen ernannt worden waren. Diese Märzregierungen wollten mit selbst ausgesuchten Gesandten arbeiten. Unter dem Stichwort „Epuration“ (politische Säuberung nach der Befreiung) diskutierten die Revolutionäre, ob es eines generellen Austausches von Gesandten bedürfe, die an früheren Unterdrückungsmaßnahmen des Bundestags beteiligt gewesen waren.
Der Bundestag ließ die Gliedstaaten Pressefreiheit gewähren und schaffte frühere Maßnahmen ab. Er erklärte die bislang verbotenen Farben Schwarz-Rot-Gold zu Bundesfarben. Im Konflikt zwischen Dänemark und der (deutsch orientierten) schleswig-holsteinischen Provisorischen Regierung um die Herzogtümer Schleswig und Holstein wählte der Bundestag die Seite der schleswig-holsteinischen Aufständischen; dies war der einzige Fall, dass der Deutsche Bund jemals eine revolutionäre Landesregierung anerkannte und einen Bundeskrieg führte. Mit dem Bundeswahlgesetz ließ der Bundestag die Frankfurter Nationalversammlung wählen. Die Beratungen zur Durchführung der Wahl führten zur Aufnahme der preußischen Ostprovinzen in den Bund. Es gelang dem Bundestag aber nicht, einen Verfassungsentwurf durchzusetzen und eine Bundesregierung einzusetzen.
Die Nationalversammlung hatte ihre erste Sitzung am 18. Mai; spätestens damit endete die Reformtätigkeit des Bundestags. Am 12. Juli erging der vorläufig letzte Beschluss des Bundestages, nämlich die Übertragung seiner Befugnisse auf den Reichsverweser. Der Bundestag wurde erst im Laufe des Jahres 1850 reaktiviert und 1851 vollständig wieder hergestellt.

## Vorgeschichte
Die Jahre vor 1848 gelten in der Rückschau als Vormärz, als Zeit, in der bereits Forderungen nach einem liberalen und national vereinten Deutschland erhoben wurden. In den Debatten zu einer Bundesreform ging es entweder um die Errichtung eines Bundesstaats oder wenigstens um eine Verbesserung des bisherigen Staatenbundes, des Deutschen Bundes. Die liberale Opposition in den deutschen Staaten sah im bisherigen Deutschen Bund vor allem ein Instrument der konservativen Regierungen, um liberale und nationale Bestrebungen zu unterdrücken.
Auch einzelne Regierungen waren mit den Leistungen des Bundes unzufrieden, etwa wegen der ineffizienten Militärverfassung. So hatte der preußische General und Berater des Königs, Joseph von Radowitz, schon im November 1847 den Plan zu einer Konferenz auf Ministerebene. Unter österreichisch-preußischer Führung sollten dem Bundestag anschließend Reformvorschläge vorgelegt werden. Dieser Plan wurde im März 1848 im Bundestag besprochen, aber durch die revolutionären Ereignisse eingeholt. Am 24. Februar 1848 war nämlich in der Französischen Februarrevolution der Monarch abgesetzt worden, was in vielen Ländern Europas die Unruhe im Volk anheizte. Am 27. Februar forderte eine Volksversammlung in Mannheim Pressefreiheit und weitere Grundrechte. Aber schon ein Antrag vom 12. Februar in der Zweiten Badischen Kammer hatte großes Aufsehen erregt: Die Parlamente der deutschen Gliedstaaten sollten eine Vertretung am Bundestag erhalten.

## Ausschüsse

Institutionen im revolutionären Deutschland von März bis Mai 1848. Revolutionäre Treffen und Ausschüsse begleiteten den Deutschen Bundestag.

Der Bundestag setzte am 29. Februar 1848 einen „politischen Ausschuss“ ein, der die Lage in Deutschland beobachten und Ratschläge geben sollte. Seine Mitglieder waren die Gesandten aus Preußen, Bayern, Sachsen, Baden und Holstein. Am 10. März folgte dem ein Siebzehnerausschuss von „Männern des öffentlichen Vertrauens“; diese wurden von den Regierungen der Gliedstaaten vorgeschlagen und vom Bundestag ernannt.
Außerhalb des Bundestags, also der legalen Ordnung, bildete sich eine weitere Abfolge von Gremien oder Ausschüssen. Bereits im Oktober 1847 hatten sich Liberale und Demokraten aus Südwestdeutschland in Heppenheim getroffen. Ein weiteres Treffen, die Heidelberger Versammlung der 51 vom 5. März 1848, setzte einen Siebenerausschuss ein, der unter anderem die Mitglieder des Vorparlaments einlud. Diese Veranstaltung in der Frankfurter Paulskirche (31. März bis 3. April) wiederum begleitete die Tätigkeit des Bundestags unter anderem mit Blick auf die künftige Wahl der Nationalversammlung. Für die Zeit bis zum Zusammentritt der Nationalversammlung setzte das Vorparlament einen Fünfzigerausschuss ein. Radikale Demokraten wie Friedrich Hecker beschritten hingegen den revolutionären Weg der Gewalt.

## Beschlüsse

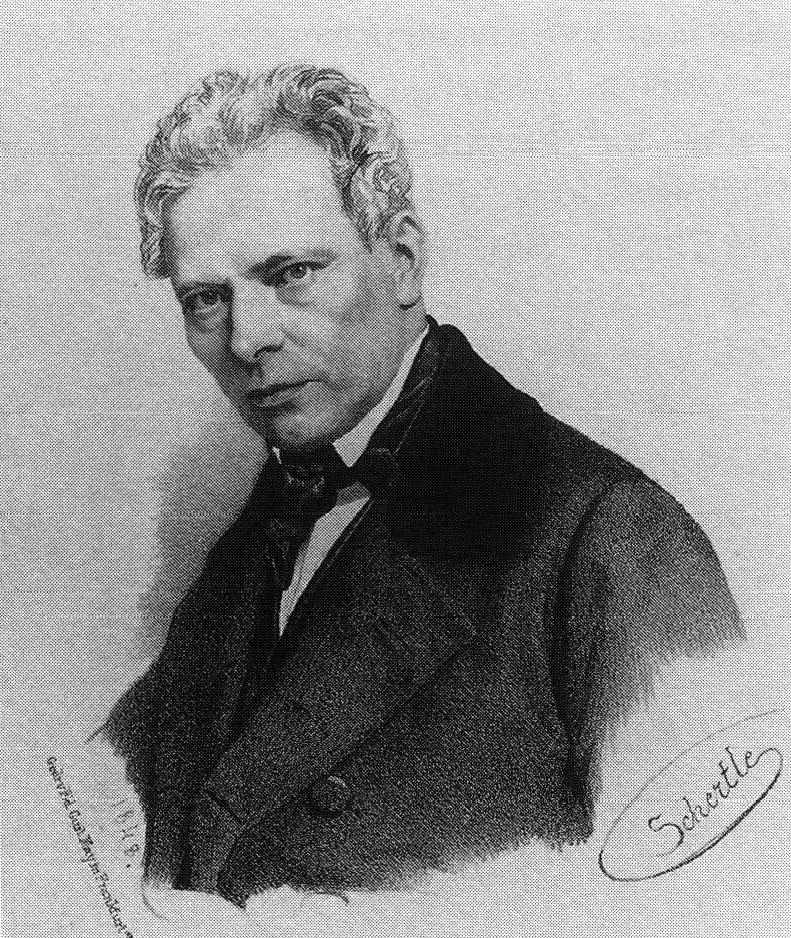
Der Liberale Carl Theodor Welcker aus Baden war bekannt unter anderem wegen des Staatslexikons. Am 14. März war er der erste neu ernannte Bundestagsgesandte. Später wurde er Mitglied der Frankfurter Nationalversammlung und war dort im Verfassungsausschuss aktiv.

Im Jahr 1848 traf der Bundestag unter anderem folgende Beschlüsse. Es kann sich nur um eine Auswahl handeln, da der Bundestag vieles beschloss, wie die Akkreditierung von auswärtigen Gesandten beim Bund oder Ausgaben für Bundesfestungen.
- 29. Februar: Einsetzen eines politischen Ausschusses
- 1. März (dem politischen Ausschuss folgend): Aufruf zur Erhaltung der Eintracht und gesetzlichen Ordnung; Betonung, dass der Bundestag das „gesetzliche Organ der nationalen und politischen Einheit Deutschlands“ sei
- 3. März: Gestattung, Pressefreiheit zuzulassen; Gliedstaaten durften die Zensur abschaffen, entgegen dem Bundespreßgesetz von 1819, allerdings bei Verhinderung von Missbrauch der Pressefreiheit
- 8. März (dem politischen Ausschuss folgend): Erklärung, dass eine Reform der Bundesverfassung notwendig sei; zu diesem Zeitpunkt waren erst zwei liberale Märzregierungen in Einzelstaaten ernannt worden[3]
- 9. März: Erklärung von Schwarz-Rot-Gold zu den Bundesfarben
- 10. März (dem politischen Ausschuss folgend): Aufforderung an die Regierungen, Männer für einen Siebzehnerausschuss zu entsenden; ihr Auftrag sei unter anderem das Entwerfen einer neuen Bundesverfassung
- 13. März: Suspendierung des Siebzehnerausschusses zugunsten des österreichisch-preußischen Planes, für den 25. März eine Regierungskonferenz einzuberufen
- 20. März (dem politischen Ausschuss folgend): Verwendung von Schwarz-Rot-Gold für die Bundesfestungen und Bundestruppen
- 25. März: Erneuerung des Beschlusses vom 10. März über den Siebzehnerausschuss; dieser legte bereits am 27. April seinen Verfassungsentwurf vor[4]
- 29. März: Einsetzen eines Revisionsausschusses, um mit dem Siebzehnerausschuss zusammenzuarbeiten; Mitglieder: die Gesandten aus Österreich, Preußen, Bayern, Sachsen, Hannover, Baden, Bremen
- 30. März (dem Siebzehnerausschuss und dem Revisionsausschuss folgend[5]): Beschluss zur Wahl einer verfassungsgebenden Versammlung (der Frankfurter Nationalversammlung)
- 2. April (um dem Vorparlament entgegenzukommen): Aufhebung der Karlsbader Beschlüsse von 1819, der Sechs Artikel von 1832 und der Geheimen Beschlüsse von 1834[6]
- 4. April: Erklärung, dass die Gefahr bestehe, dass das Bundesglied Holstein angegriffen werde; damit billigte der Bundestag Preußens Vorgehen gegen Dänemark[7][8]
- 7. April (dem Vorparlament folgend): Weiterer Beschluss zu den Modalitäten der Wahl der verfassungsgebenden Versammlung; die Beschlüsse vom 30. März und 7. April werden zusammenfassend das Bundeswahlgesetz genannt
- 11. April (nach preußischem Antrag): Aufnahme von Ost- und Westpreußen in das Bundesgebiet[9]
- 12. April: Forderung an Dänemark, Schleswig zu räumen[10]
- 15. April: Aufforderung an Preußen, einen gemeinsamen Oberbefehlshaber für Preußen und die Truppen des 10. Bundes-Armeekorps zu ernennen[11]
- 15. April: Beschluss einer Bundesintervention zugunsten der badischen Regierung (8. Bundes-Armeekorps); Ziel war die Begegnung der ersten Badischen Revolution, des Heckeraufstandes[12]
- 22. April: Zulassung eines Bundestagsgesandten (Karl Otto von Madai), den die revolutionäre Bewegung für Holstein ernannt hatte; dadurch Anerkennung der provisorischen Regierung in Kiel; mit den Beschlüssen vom 12. und 22. April kam es zum Bundeskrieg gegen Dänemark[13]
- 22. April und 2. Mai (nach preußischem Antrag): Aufnahme von Teilen Posens in das Bundesgebiet (Posen-Frage)[14]
- 3. Mai (gemäß Antrag des Gesandten Welcker und zeitlich nach einem Beschluss des Fünfzigerausschusses vom 27. April): Einsetzung eines neuen Organs als Bundesexekutive; der Beschluss wurde nicht ausgeführt, so dass die Einsetzung einer Bundesregierung der Nationalversammlung zufiel (Provisorische Zentralgewalt)[15]
- 29. Juni (kein formeller Bundesbeschluss, aber laut Protokoll des Bundestags): Schreiben von Anton von Schmerling, Gesandter für Österreich und damit Geschäftsführer des Bundestags, an Erzherzog Johann, der von der Nationalversammlung gewählt worden war; Anerkennung seiner Wahl[16]
- 12. Juli: Suspendierung der Tätigkeit des Bundestags und Delegierung seiner Befugnisse an den Reichsverweser; keine Selbstauflösung[17]

## Bewertung und Folgen

Anton von Schmerling war bereits Teilnehmer im Vorparlament und wurde am 14. Mai 1848 zum österreichischen Bundestagsgesandten berufen. Am 15. Juli wurde er Reichsminister unter dem neuen Reichsverweser.

In den ersten Monaten der Märzrevolution in Deutschland wurden bedeutende Weichen für die weitere Entwicklung gelegt; auch die Bundesreformdebatten nach 1851 wurden von den Gedanken dieser Zeit beeinflusst. Der Bundestag, sowohl vor als auch nach seiner personellen, liberalen Erneuerung, bemühte sich darum, das Heft des Handelns zu behalten. Dem wollten die konstitutionell-liberalen Politiker nicht nachstehen und stellten ihrerseits Forderungen. Sie konnten aber ihr liberales Programm im Vorparlament nicht gegen den Willen der Radikaldemokraten durchsetzen, ohne die scheinbare Einheit der Revolutionäre zu gefährden.
Thomas Nipperdey spricht von zwei extremen Alternativen, zwischen denen sich die Liberalen bewegten. Der radikaldemokratische, republikanische Weg endete mit der Niederschlagung des Heckeraufstands im April. Aber auch eine Neuorganisation des bisherigen Deutschen Bundes scheiterte. Es gelang dem Bundestag nämlich nicht, den Verfassungsentwurf des Siebzehnerausschusses gegenüber den Regierungen durchzusetzen und damit die Nationalversammlung vor vollendete Tatsachen zu stellen. Auch die geplante Bundesregierung kam nicht zustande. Nicht nur die Regierungen lehnten den Entwurf ab, sondern auch die Politiker der entstehenden politischen Parteien. Nipperdey zum Plan des Bundestags:
[…] das war eine Selbstentmachtung der Revolution und des Parlaments, das war Reform des Bundes und Verzicht auf die Gründung eines Reiches, das ging nicht. Das Mißtrauen gegen den ‚Bund‘ blieb – auch nachdem die Liberalen dort das Sagen hatten. Ein Jesuitenkloster blieb ein Jesuitenkloster, meinte Robert Blum.
So blieb nur der Weg zur Nationalversammlung. Sie sollte die demokratisch legitimierte Basis für die weiteren Verfassungsdiskussionen sein. Bereits am 28. Juni beschloss sie mit dem Zentralgewaltgesetz eine vorläufige Verfassungsordnung. Die Nationalversammlung setzte eine gesamtdeutsche Regierung ein und erließ Reichsgesetze. Sie konnte sich letztlich aber nicht gegen die wiedererstarkten konservativen Mächte durchsetzen und wurde im Mai 1849 rechtswidrig aufgelöst.

## Belege
1. ↑  Manfred Botzenhart: Deutscher Parlamentarismus in der Revolutionszeit 1848–1850. Droste Verlag, Düsseldorf 1977, S. 91.
2. ↑  Soweit nicht anders angegeben nach: Ernst Rudolf Huber: Deutsche Verfassungsgeschichte seit 1789. Band 2: Der Kampf um Einheit und Freiheit 1830 bis 1850. W. Kohlhammer, Stuttgart u. a. 1960, S. 595/596, S. 598.
3. ↑  Frank Lorenz Müller: Die Revolution von 1848/1849. Wissenschaftliche Buchgesellschaft, Darmstadt 2002, S. 57.
4. ↑  Frank Lorenz Müller: Die Revolution von 1848/1849. Wissenschaftliche Buchgesellschaft, Darmstadt 2002, S. 58.
5. ↑  Frank Lorenz Müller: Die Revolution von 1848/1849. Wissenschaftliche Buchgesellschaft, Darmstadt 2002, S. 57/58.
6. ↑  Ernst Rudolf Huber: Deutsche Verfassungsgeschichte seit 1789. Band 2: Der Kampf um Einheit und Freiheit 1830 bis 1850. W. Kohlhammer, Stuttgart u. a. 1960, S. 604.
7. ↑  Ernst Rudolf Huber: Deutsche Verfassungsgeschichte seit 1789. Band 2: Der Kampf um Einheit und Freiheit 1830 bis 1850. W. Kohlhammer, Stuttgart u. a. 1960, S. 604.
8. ↑  Ernst Rudolf Huber: Deutsche Verfassungsgeschichte seit 1789. Band 2: Der Kampf um Einheit und Freiheit 1830 bis 1850. W. Kohlhammer, Stuttgart u. a. 1960, S. 669.
9. ↑  Ernst Rudolf Huber: Deutsche Verfassungsgeschichte seit 1789. Band II: Der Kampf um Einheit und Freiheit 1830 bis 1850. Verlag W. Kohlhammer, Stuttgart [u. a.] 1960, S. 641.
10. ↑  Ernst Rudolf Huber: Deutsche Verfassungsgeschichte seit 1789. Band 2: Der Kampf um Einheit und Freiheit 1830 bis 1850. W. Kohlhammer, Stuttgart u. a. 1960, S. 669.
11. ↑  Ernst Rudolf Huber: Deutsche Verfassungsgeschichte seit 1789. Band II: Der Kampf um Einheit und Freiheit 1830 bis 1850. Verlag W. Kohlhammer, Stuttgart [u. a.] 1960, S. 670/671.
12. ↑  Ernst Rudolf Huber: Deutsche Verfassungsgeschichte seit 1789. Band 2: Der Kampf um Einheit und Freiheit 1830 bis 1850. W. Kohlhammer, Stuttgart u. a. 1960, S. 511.
13. ↑  Ernst Rudolf Huber: Deutsche Verfassungsgeschichte seit 1789. Band 2: Der Kampf um Einheit und Freiheit 1830 bis 1850. W. Kohlhammer, Stuttgart u. a. 1960, S. 670.
14. ↑  Ernst Rudolf Huber: Deutsche Verfassungsgeschichte seit 1789. Band II: Der Kampf um Einheit und Freiheit 1830 bis 1850. Verlag W. Kohlhammer, Stuttgart [u. a.] 1960, S. 641.
15. ↑  Ernst Rudolf Huber: Deutsche Verfassungsgeschichte seit 1789. Band 2: Der Kampf um Einheit und Freiheit 1830 bis 1850. W. Kohlhammer, Stuttgart u. a. 1960, S. 624.
16. ↑  Ernst Rudolf Huber: Deutsche Verfassungsgeschichte seit 1789. Band 2: Der Kampf um Einheit und Freiheit 1830 bis 1850. W. Kohlhammer, Stuttgart u. a. 1960, S. 627.
17. ↑  Ernst Rudolf Huber: Deutsche Verfassungsgeschichte seit 1789. Band 2: Der Kampf um Einheit und Freiheit 1830 bis 1850. W. Kohlhammer, Stuttgart u. a. 1960, S. 632.
18. ↑  Thomas Nipperdey: Deutsche Geschichte 1806–1866. Band 1: Bürgerwelt und starker Staat. C. H. Beck: München 1983, S. 344, S. 607/608.
19. ↑  Thomas Nipperdey: Deutsche Geschichte 1806–1866. Band 1: Bürgerwelt und starker Staat. C. H. Beck: München 1983, S. 344, S. 608.